# Svenska Akademiska Ryttarförbundet
Svenska Akademiska Ryttarförbundet (SAR) är huvudorganisationen för alla studentryttarföreningar i Sverige. Förbundets syfte är att aktivt knyta ihop de olika medlemsföreningarna med varandra samt verka som en kontaktpunkt till det internationella förbundet AIEC.

## Medlemsföreningar
Studentryttarföreningar knutna till SAR finns idag i sex städer:
- Göteborg - Göteborgs Akademiska Ryttarsällskap (GARS)
- Linköping - Linköpings Akademiska Ridklubb (LARK)
- Lund - Lunds Akademiska Ryttarsällskap (LARS)
- Stockholm - Teknologer till häst (TTH)
- Umeå - Akademiska Ryttarklubben i Umeå (ARKUM)
- Uppsala - Upsala Akademiska Ridklubb (UARK)

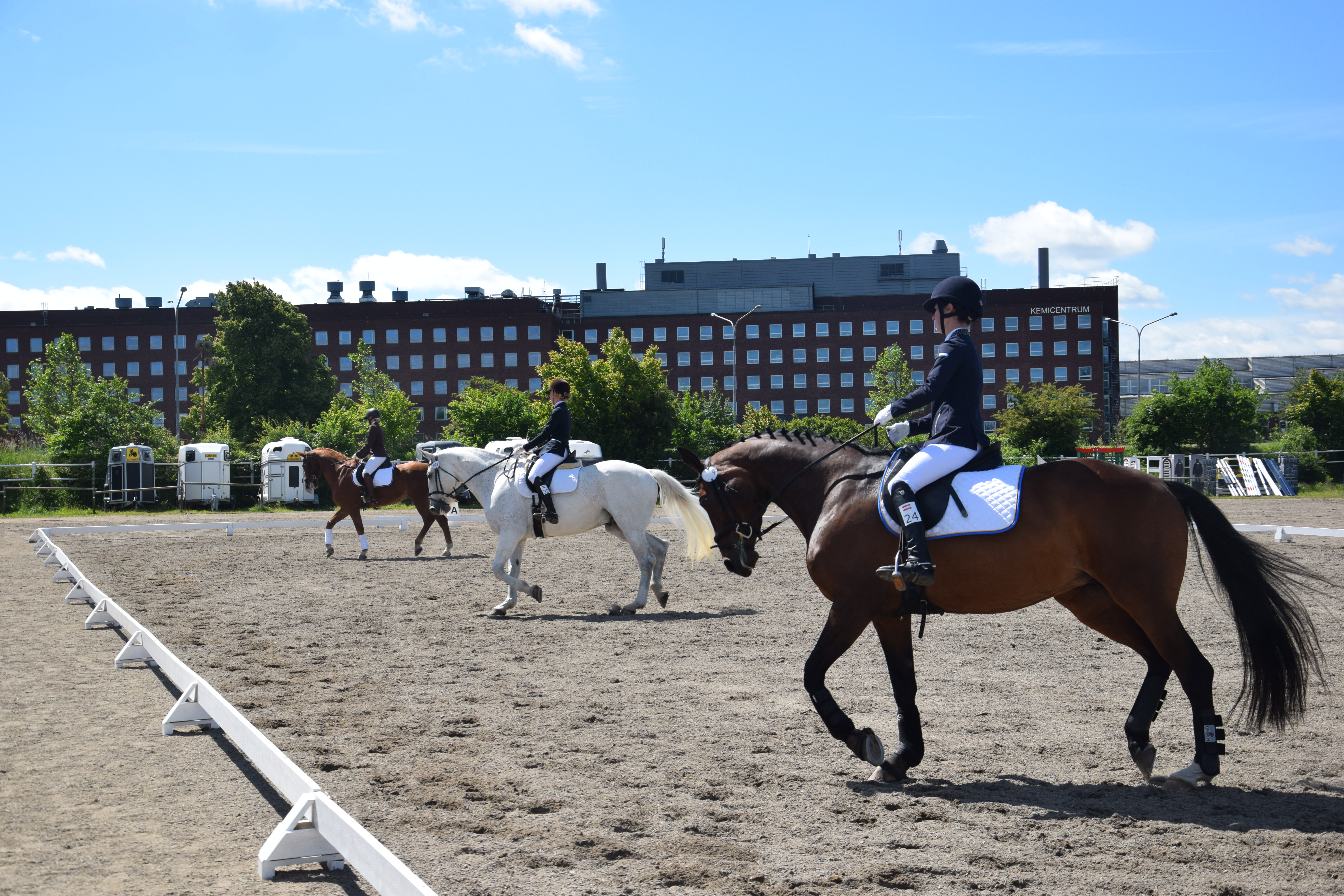
SRNC Lund 2015

## Student-SM i Ridsport
Student-SM i Ridsport organiseras av någon av SAR:s medlemsföreningar varje år. För att anmäla lag skall föreningen vara medlem i SAR samt i Sveriges Akademiska Idrottsförbund (SAIF), för att anmäla enskild start behöver ryttare endast vara medlem i en förening knuten till SAIF.
Under tävlingen används endast inlånade hästar. Varje ryttare har fem minuter på sig att lära känna sin häst innan de rider in på banan. Man rider tre ryttare på varje häst och den bästa ryttaren på varje häst går vidare till nästa omgång, tävlingen är alltså endast mot de andra på samma häst. Grundomgången brukar gå på Lätt B och 70 cm, för att sedan stegvis höjas till medelsvår klass och 1,10 m.

## Internationella studentryttartävlingar
SAR är medlem i AIEC (World University Equestrian Federation) och kan därför skicka sina medlemmar till internationella tävlingar runt om i världen. Tre ryttare tas ut till ett lag som tävlar i både dressyr och banhoppning. För att få rida skall man vara medlem i en till SAR anknuten förening samt kunna rida Medelsvår C:2 och hoppa en bana på 1,10 m med godkänt resultat.
Det finns två typer av tävlingar : 
- SRNC - Student Riding Nations Cup
- CHIU - Concours Hippique International Universitaire